# Astaenomoechus gilli
Astaenomoechus gilli är en skalbaggsart som beskrevs av Vaz-de-mello 1996. Astaenomoechus gilli ingår i släktet Astaenomoechus och familjen Hybosoridae. Inga underarter finns listade.